# ورشینینو (شهرستان پلستسکی، استان آرخانگلسک)
ورشینینو (روسی: Вершинино) یک منطقهٔ مسکونی در روسیه است که در استان آرخانگلسک واقع شده‌است.